# Sit Down, Shut Up
Sit Down, Shut Up (2009) – amerykański serial animowany stworzony przez Mitchella Hurwitza. Wyprodukowany przez Tantamount Studios, ITV Studios, 20th Century Fox Television i Sony Pictures Television.
Światowa premiera serialu miała miejsce 19 kwietnia 2009 roku na antenie Fox. Ostatni odcinek serialu został wyemitowany 21 listopada 2009 roku.

## Obsada
- Will Arnett – Ennis Hofftard
- Jason Bateman – Larry Littlejunk
- Kristin Chenoweth – Miracle Grohe
- Will Forte – Stuart Proszakian
- Tom Kenny – Muhammad Sabeeh "Happy" Fa-ach Nuabar
- Nick Kroll – Andrew LeGustambos
- Cheri Oteri – Helen Klench
- Kenan Thompson – Sue Sezno
- Henry Winkler – Willard Deutschebog

## Spis odcinków
| Światowa premiera | N/o | Angielski tytuł                     |
| ----------------- | --- | ----------------------------------- |
|                   |     |                                     |
| SERIA PIERWSZA    |     |                                     |
|                   |     |                                     |
| 19.04.2009        | 01  | Pilot                               |
|                   |     |                                     |
| 26.04.2009        | 02  | Miracle's Are Real                  |
|                   |     |                                     |
| 03.05.2009        | 03  | World's Greatest Teacher            |
|                   |     |                                     |
| 10.05.2009        | 04  | Back in Time                        |
|                   |     |                                     |
| 12.09.2009        | 05  | High School Confidential            |
|                   |     |                                     |
| 19.09.2009        | 06  | Taming of the Dude                  |
|                   |     |                                     |
| 26.09.2009        | 07  | Hurricane Willard                   |
|                   |     |                                     |
| 03.10.2009        | 08  | Mr. Hofftard Goes to Washington     |
|                   |     |                                     |
| 10.10.2009        | 09  | Tackin                              |
|                   |     |                                     |
| 24.10.2009        | 10  | Helen and Sue's High School Reunion |
|                   |     |                                     |
| 07.11.2009        | 11  | Math Lab                            |
|                   |     |                                     |
| 14.11.2009        | 12  | SpEd                                |
|                   |     |                                     |
| 21.11.2009        | 13  | High School Musical Musical         |
|                   |     |                                     |